# Xenaspis stigma
Xenaspis stigma är en tvåvingeart som först beskrevs av Günther Enderlein 1912.  Xenaspis stigma ingår i släktet Xenaspis och familjen bredmunsflugor. Inga underarter finns listade i Catalogue of Life.